# Felice Cenacchio
Felice Cenacchio (Carrù, 25 settembre 1926 – Rocca Cigliè, 15 novembre 1944) è stato un partigiano italiano.

## Biografia
Frequentava a Casale Monferrato il Liceo Scientifico "Fratelli Palli", ma appena nel cuneese si costituirono le prime formazioni della Resistenza, abbandonò la scuola ed entrò come partigiano combattente nelle Brigate Autonome. Nonostante la giovane età, per un anno si distinse nelle azioni più rischiose, sino a sacrificare la vita durante la cosiddetta "grande battaglia delle Langhe".
Cenacchio, scosso dallo scoppio di una mina, da lui stesso fatta brillare per la distruzione di un ponte, si propose volontariamente per compiere azioni altamente rischiose. Dopo un violento scontro con i nazifascisti, il giovane partigiano, per difendere lo sganciamento dei suoi compagni, rimase da solo in una posizione avanzata, che fu presa di mira da quattro carri armati. Mentre i blindati avanzavano, tentò di fermarli col lancio di bombe a mano. Riuscì ad immobilizzarne uno, ma finì per essere catturato. Gli stessi nemici, ammirati dal suo coraggio, gli proposero la salvezza se fosse passato dalla loro parte. Il ragazzo rifiutò sdegnosamente e fu ucciso sul posto.